# Blaž Kraljević
Blaž Nikola Kraljević (19. září 1947 - 9. srpna 1992) byl bosenskochorvatský polovojenský vůdce, který velel chorvatským obranným silám (HOS) během bosenské války. Jako přistěhovalec do Austrálie se Kraljević po svém příjezdu v roce 1967 připojil k Chorvatskému revolučnímu bratrstvu (HRB). Během svého návratu do Jugoslávie v lednu 1992 byl Dobroslavem Paragou, vůdcem Chorvatské strany práv (HSP), jmenován vůdcem HOS v Bosně a Hercegovině.
Během bosenské války obhajoval chorvatsko-bosňáckou alianci, což byl názor, který byl v rozporu s pohledem chorvatské vlády vedené chorvatským prezidentem Franjo Tuđmanem a jeho stranou Chorvatské demokratické společenství (HDZ). Odsoudil pokusy Mate Bobana, prezidenta samozvané Chorvatské republiky Herceg-Bosna, a Radovana Karadžiće, prezidenta samozvané Republiky srbské, o rozdělení Bosny a Hercegoviny a byl jmenován bosenským prezidentem Alijou Izetbegovićem členem štábu armády Republiky Bosna a Hercegovina (ARBiH), krátce před svým zavražděním vojáky Chorvatské rady obrany (HVO) pod velením Mladena Naletiliće. Pouhé dva měsíce po jeho smrti se vztahy mezi Chorvaty a Bosňáky zcela zhoršily, což vedlo k chorvatsko-bosňácké válce.

## Smrt
9. srpna 1992 byl Kraljević a osm jeho podřízených zavražděni vojáky HVO pod velením Mladena Naletiliće, který podporoval rozkol mezi Chorvaty a Bosňáky poté, co Kraljevićovy HOS zaútočily na VRS u Trebinje. Podle Manoliće vydal rozkaz zabít Kraljeviće Gojko Šušak a schválil ho Tuđman. Božidar Vučurević, válečný starosta Trebinje, uvedl, že uchovává záznamy, které ukazují, že to byl „úkol“, který měly splnit postavy SDS a HDZ. Postup HOS do východní Hercegoviny a obsazení Trebinje rozzlobily Mate Bobana, který Karadžićovi potvrdil, že se chorvatské síly o region nezajímají.
Generální štáb HVO Kruševo tvrdil, že dvě vozidla s příslušníky HOS odmítla zastavit na policejním kontrolním stanovišti a že členové HOS nejprve zahájili palbu a zabili poručíka HVO Živka Boduliće. Tělo Kraljeviće a osmi dalších vojáků HOS byly před zahájením vyšetřování převezeny do Splitu k pitvě a vyšetřující soudce z Mostaru přijel na místo až o den později.